# CDXML
CDXML és l'anàleg XML del tipus de fitxer binari CDX utilitzat per l'aplicació química ChemDraw de l'empresa CambridgeSoft. Es considera el format preferit per al desenvolupament futur.